# 中原理菜
中原 理菜（なかはら りな、1984年9月18日 - ）は、テレビ熊本 (TKU) のアナウンサー。

## 人物
熊本県熊本市東区出身。熊本市立長嶺中学校、熊本マリスト学園高等学校卒業。横浜国立大学教育人間科学部を卒業後、2007年にTKU入社。血液型B型。おとめ座。
大学4年生の時（2006年）、ミスキャンパスを選ぶ「ミスYNUコンテスト」で準ミスに選ばれた。ミスは福田萌。
同局では、後藤祐太アナと同期である。
2012年9月の出産を控え、同年8月より産休に入り、同年9月25日に3200グラムの男の子を出産した。2013年6月3日に職場復帰した。
2016年10月より第二子出産のため再び産休に入り、同年11月9日に女の子を出産した。

## 出演番組
- 英太郎のかたらんね
- FNN Live News days(ローカルニュース)
- TKUニュース

## 過去の出演番組
- TKUスーパーニュースぴゅあピュア
2008年9月29日放送よりメインキャスターを、2009年3月30日放送より18時台の第2部メインキャスターを担当していたが、2012年3月をもって番組を卒業。
- FNNスピーク(ローカルニュース)
- FNNプライムニュース デイズ(ローカルニュース)
- TKUみんなのニュース(不定期)